# Hyperolius kivuensis
A Hyperolius kivuensis  a kétéltűek (Amphibia) osztályába, a békák (Anura) rendjébe és a mászóbékafélék (Hyperoliidae) családjába tartozó faj.

## Előfordulása
Angola, Burundi, a Kongói Demokratikus Köztársaság,  Etiópia Kenya, Malawi, Ruanda, Tanzánia, Uganda és Zambia területén honos. Jelenléte bizonytalan Mozambikban és Szudánban.

## Megjelenése
A hím testhossza: 22–33 milliméter, a nőstény 33–39 milliméter.

## Külső hivatkozás
- Képek az interneten a fajról